# Quiquibey
Quiquibey (hiszp. Río Quiquibey) – rzeka w Boliwii, w departamentach La Paz i Beni, płynąca wzdłuż granicy między oboma departamentami. Rzeka ma swoje źródło w Andach i uchodzi do rzeki Beni, na południe od miasta Rurrenabaque. Długość rzeki Quiquibey wynosi 257 km.